# Prociphilus pergandei
Prociphilus pergandei är en insektsart som beskrevs av Smith, C.F. 1974. Prociphilus pergandei ingår i släktet Prociphilus och familjen långrörsbladlöss. Inga underarter finns listade i Catalogue of Life.